# Par-delà le mur du sommeil
Pour les articles homonymes, voir Par-delà le mur du sommeil (homonymie).
Par-delà le mur du sommeil (titre original : Beyond the Wall of Sleep) est une nouvelle fantastique de l'écrivain américain Howard Phillips Lovecraft, écrite au printemps 1919 puis publiée en octobre 1919 dans la revue Pines Copes avant d'être rééditée en octobre 1934 dans le fanzine Fantasy Fan (en) puis en mars 1938 dans le pulp Weird Tales.
La nouvelle est traduite en français par Jacques Papy et Simone Lamblin en 1956 dans le recueil éponyme aux éditions Denoël.

## Inspirations
D'après Lovecraft, cette nouvelle lui fut inspirée par un article du New-York Tribune concernant les populations des Montagnes Catskill dans l'état de New York

## Résumé
Joe Slater, un « White trash » originaire des Catskill, est interné dans un hôpital psychiatrique à la suite d'un meurtre. Les médecins constatent que Slater est atteint de violentes crises de démences matinales. Lors de l'une de ces crises, il décrit une entité flamboyante vivant aux confins de l'espace et de qui il désire se venger. Slater a de nombreuses crises successives, toujours plus violentes, jusqu'en février 1901 lorsqu'une entité supérieure semble prendre possession de son corps. Cette dernière révèle au narrateur qu'ils sont tous deux des « frères de lumière », prisonniers de corps humains le jour, et reprenant leur forme astrale durant le sommeil de leur hôte. Elle ajoute que Slater va bientôt mourir et qu'elle partira pour affronter à nouveau celui qu'elle nomme l'oppresseur, Algol, l'étoile du Démon.
Slater meurt en effet dans la nuit, et le narrateur apprend que le 22 février 1901, une nouvelle étoile a été découverte à proximité d'Algol, a brillé de façon très intense pendant deux semaines, puis semble avoir pratiquement disparu.

## Publication

### En version originale
- Pine Cones, vol 1, n°6 (octobre 1919) ;
- Weird Tales vol. 38, n°3 (mars 1938) ;
- The Doom That Came to Sarnath, (1971) ;
- The Lurking Fear and Other Stories, (1971) ;
- Dagon and Other Macabre Tales, (1987) ;
- The Dream Cycle of H.P. Lovecraft: Dreams of Terror and Death, (1995) ;
- The Thing on the Doorstep and Other Weird Stories, (2001) ;
- Waking Up Screaming, (2003) ;
- H.P. Lovecraft: The Fiction. New York, (2008) ;
- The Weird Writings of HP Lovecraft, (2010) ;
- The Other Gods and More Unearthly Tales, (2010) ;
- Eldritch Tales: A Miscellany of the Macabre', (2011) ;
- H.P. Lovecraft: The Complete Fiction, (2011) ;
- H.P. Lovecraft Goes to the Movies, (2011).

### En version française
- Par-delà le mur du sommeil (1956) ;
- Le Mythe de Cthulhu (avril 1996) ;
- Lovecraft : Œuvres complètes Tome 2 (février 2010).

## Adaptations
Deux films ont été adaptés de cette nouvelle :
- Beyond the Wall of Sleep[4] en 2006
- Beyond the Wall of Sleep[5] en 2009

Une chanson du groupe de heavy-metal britannique Black Sabbath s'inspire de ce récit : Behind the Wall of Sleep, sortie sur leur premier album, Black Sabbath.